# Грохот конусний

.

.

Грохот конусний — грохот, що складається зі сталевого корпуса 1, усередині якого розташована зневоднююча поверхня зі шпальтових сит із щілиною розміром 0,5 — 1 мм.
Верхня частина зневоднюючої поверхні являє собою зрізаний конус 2, повернутий основою догори. Твірна конуса нахилена під кутом 75º до горизонту. Нижня частина зневоднюючої поверхні виконана у вигляді багатогранної зрізаної піраміди 3, вершина якої спрямована вниз. Кут нахилу її граней становить 45º. Між верхньою і нижньою частинами розташована злегка нахилена усередину кільцева площадка 4.
Пульпа завантажується тангенціально у верхню частину корпуса. Завантажувальний пристрій 5 має перекидний шибер, що дозволяє регулювати напрямок входу пульпи в апарат. Вихідна пульпа по жолобу або трубопроводу через завантажувальний пристрій 5 надходить в апарат по дотичній до верхньої ділянки зневоднюючої поверхні. Потік пульпи утворює кільце, що підтримується площадкою 4. Під дією нормальної складової відцентрової сили і сили ваги на ситі створюється необхідний тиск, внаслідок чого вода і дрібні частинки проходять через щілини в підрешітний простір і виводяться з грохота через патрубок 6. На цій ділянці видаляється 80 — 90 % води, що повинна бути відділена. Потік, що залишився, обертається і стікає з кільцевої площадки на нижню частину сита, де відбувається подальше зневоднювання матеріалу. Зневоднений продукт сповзає по пірамідальній поверхні і розвантажується з грохота по патрубку 7.
Конусні грохоти прості за конструкцією і зручні в експлуатації. Недоліком їх є малий коефіцієнт живого перетину робочої поверхні і нерівномірний знос просіювальної поверхні.
Технічні характеристики дугових і конічних грохотів